# Man of War (canção)
"Man of War" é uma canção da banda de rock inglesa Radiohead, lançada em 22 de junho de 2017 da compilação do OK Computer OKNOTOK 1997 2017.
O Radiohead tocou "Man of War" pela primeira vez durante a turnê do segundo álbum, The Bends (em 1995). O cantor, Thom Yorke, descreveu-o como uma homenagem aos temas de James Bond. Eles gravaram uma versão durante as primeiras sessões de seu terceiro álbum, OK Computer (em 1997), mas a abandonaram porque acharam que era muito parecida com seus trabalhos anteriores. Em 1998, o Radiohead gravou uma versão rearranjada para o filme Os Vingadores de 1998, mas não ficou satisfeito com os resultados e a música não foi lançada.
Anos mais tarde, a banda enviou o "Man of War" para o filme de James Bond de 2015, o Spectre, porém foi rejeitada porque não havia sido escrita para o filme. Permaneceu inédito até 2017, quando foi incluído na reedição da OK Computer OKNOTOK 1997 2017.

## História

### Versão do OK computer

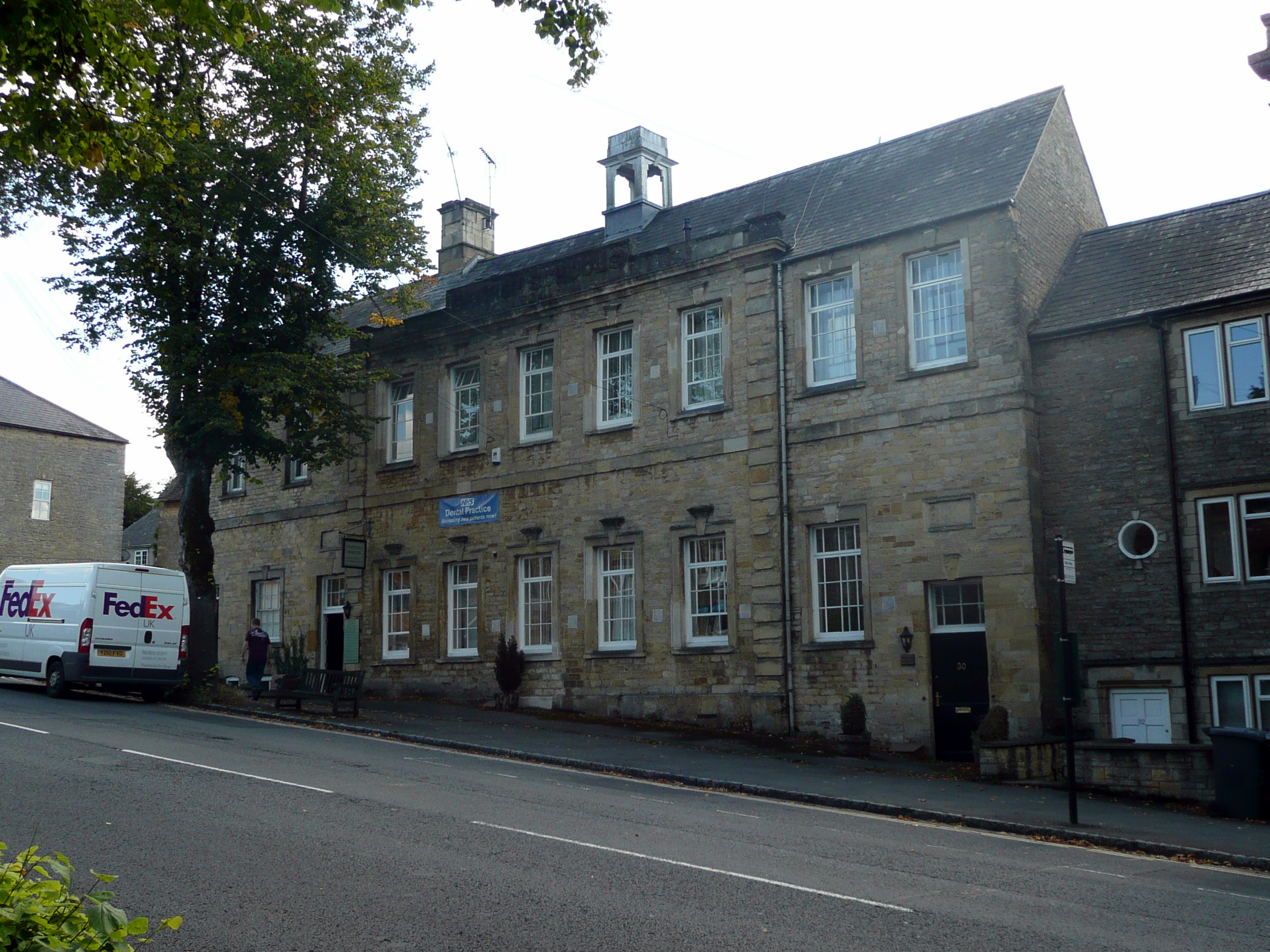
O antigo Chipping Norton Recording Studios, no Oxfordshire, onde o Radiohead gravou "Man of War" em 1996

O Radiohead tocou "Man of War" várias vezes durante a turnê de seu segundo álbum, The Bends, em 1995. Tinha o título provisório de "Big Boots". O cantor, Thom Yorke, disse que foi escrita como uma homenagem aos temas de James Bond. Na mesma turnê, o Radiohead fez um cover de "Nobody Does It Better", o tema do filme de James Bond de 1977, The Spy Who Loved Me.
O Radiohead considerou gravar "Man of War" como lado B do single "Street Spirit (Fade Out)" do The Bends. Em vez disso, eles gravaram uma versão nas primeiras sessões de seu terceiro álbum, OK Computer (em 1997), no Chipping Norton Recording Studios, no Oxfordshire, com seu produtor, Nigel Godrich, em fevereiro de 1996. No entanto, não foi lançado. De acordo com o baterista, Philip Selway, a banda sentiu que "Man of War" era muito parecido com The Bends e eles queriam explorar novos estilos. Ele disse: “sabíamos que era uma boa canção, mas ela nunca encontrou realmente o seu lugar”.

### Versãodo Os Vingadores (de 1998)
Em março de 1998, Radiohead e Godrich gravaram uma versão rearranjada de "Man of War" no Abbey Road Studios para o filme de espionagem de 1998, Os Vingadores, mas foi abandonado. Esta versão continha elementos eletrônicos. As imagens da sessão de gravação aparecem no documentário de 1998, Meeting People Is Easy. Yorke disse: "Estávamos tão confusos e entramos, tentamos fazer a pista, mas simplesmente não conseguimos. Foi realmente um período muito difícil. Tivemos uma pausa de cinco semanas e toda a merda estava vindo à tona... Foi um verdadeiro ponto baixo depois disso."

### VersãoSpectre
Anos mais tarde, a banda foi convidado a escrever o tema do filme de James Bond, de 2015, o Spectre. O diretor, Sam Mendes, e o ator de James Bond, Daniel Craig, eram ambos fãs do Radiohead. Em julho de 2015, a casa de apostas William Hill suspendeu as apostas depois que um cliente apostou £ 15.000 com probabilidades de dez para um na gravação do próximo tema de Bond pelo Radiohead, suspeitando de conhecimento interno. Em setembro, o maestro Robert Ziegler, que trabalhou com o Radiohead em seu álbum de 2011, The King of Limbs, tuitou fotos da banda gravando com a Royal Philharmonic Orchestra.
O Radiohead enviou uma nova versão de "Man of War" para o Spectre. Foi rejeitada pela equipe de produção porque não havia sido escrita para o filme e, portanto, não seria elegível para o Oscar de Melhor Canção Original. Mendes disse que "você quer sentir que foi escrito apenas para o filme". O Radiohead suspendeu o trabalho em seu nono álbum, A Moon Shaped Pool (em 2016), para gravar outro tema, "Spectre", mas os produtores do filme o rejeitaram por considerá-lo muito sombrio.

### Lançamento
Em junho de 2017, o Radiohead lançou "Man of War" na reedição do OK Computer OKNOTOK 1997 2017, junto com outras duas faixas inéditas: "I Promise" e "Lift". A versão final foi baseada na versão gravada em Chipping Norton em 1996. Segundo Selway, "Esta é a versão da música que todos nós sentimos que capturou melhor o que havia de bom nela".

## Composição
A Rolling Stone descreveu o "Man of War" como uma "balada nítida de andamento médio" com cordas, piano e "fragmentos de guitarra elétrica desgastada". Abre com uma figura de violão antes de um refrão distorcido. A letra é "ansiosa" e "nervosa", com o refrão "os vermes virão atrás de você". Drowned in Sound descreveu "Man of War" como "grandioso" e o "oposto" do outro tema de Bond do Radiohead, "Spectre".

## Videoclipe
O videoclipe de "Man of War", dirigido por Colin Read, foi lançado em junho de 2017 no YouTube. O vídeo alterna entre o dia e a noite, com o clima mudando de "alegre para paranoico". Segue um homem caminhando em um parque que parece despreocupado durante o dia, mas "parece estar escondendo algo" à noite.

## Recepção
O PopMatters elogiou "Man of War" como a mais forte das faixas bônus lançadas no OKNOTOK, e argumentou que ela poderia ter aparecido no OK Computer original. Os críticos do PopMatters deram a ele uma pontuação média de 8,3 em 10.

## Produção

### Radiohead
- Colin Greenwood
- Jonny Greenwood
- Ed O'Brien
- Philip Selway
- Thom Yorke

### Produção adicional
- Royal Philharmonic Orchestra – cordas
- Bob Ludwig – masterização
- Stanley Donwood – ilustrações
- Nigel Godrich – produção, engenharia
- Robert Ziegler – regência
- Sam Petts Davis, Fiona Cruickshank – engenharia
- Jim Warren – produção, engenharia